# Václav Kovárna
Václav Kovárna (29. července 1896, Krpy – 15. března 1971) byl český malíř a pedagog.

## Biografie
Václav Kovárna se narodil v roce 1896 v Krpech u Mladé Boleslavi, jeho bratrem byl výtvarný kritik František Kovárna a otcem byl mlynář. Václav Kovárna mezi lety 1916 a 1922 vystudoval Akademii výtvarných umění v Praze v ateliéru Vlaha Bukovace. V roce 1924 začal učit jako suplující pedagog na gymnáziu ve Vyškově, tam učil do roku 1928, v roce 1931 pak vykonal celou státní zkoušku z učitelství kreslení. Následně začal učit v Nitře, ale v roce 1937 nastoupil na Gymnázium Třebíč, kde působil do roku 1943.
Kreslil primárně portréty, ale ilustroval také sbírku Stará země Jana Zahradníčka.